# Amarcord
Pour plus de détails, voir Fiche technique et Distribution.
Amarcord est un film franco-italien, une comédie dramatique, de Federico Fellini sorti en 1973. Il reçoit l'Oscar du meilleur film en langue étrangère en 1975.
En romagnol, « Amarcord » signifie à peu près « je me souviens » (en italien, (io) mi ricordo). Le film est une chronique d'un adolescent turbulent et attachant, Titta, qui pourrait bien être Fellini lui-même. Il grandit entouré de personnages excentriques habitant le village de Borgo San Giulano (situé près des anciens murs de Rimini, à 50 km de Forlì, à l'époque la capitale de la province), au fil des saisons, sous le fascisme triomphant des années 1920-1930. Ainsi, la Romagne de Fellini rappelle celle d'Antonio Beltramelli, né à Forlì, comme on la trouve dans Gli uomini rossi ou Il Cavalier Mostardo.

## Synopsis
Titta, un gamin à l'œil vif, s'échappe souvent de la pétaudière familiale pour aller rôder dans les rues et découvrir le monde. Il rencontre de drôles de gens : un colporteur mythomane, un accordéoniste aveugle, une buraliste à la poitrine accueillante, une religieuse naine, etc.
La vie provinciale en ce temps-là, c'est également le péril montant d'une parade fasciste, le fascinant passage, au large, d'un mystérieux transatlantique, des séances de cinéma agitées. Mais tout n'est pas drôle dans cette vie : la mère de Titta meurt, mais il se consolera vite au son de l'accordéon d'une noce campagnarde.
La présence du fascisme n'est pas évidente au premier regard : les gens sont si débonnaires et si drôles. Le village prépare une fête, on s'assemble sur la place, on apporte des meubles pour le feu de joie, la fanfare joue, les hommes admirent La Gradisca, si belle dans son manteau rouge à col de fourrure noire. Elle, elle rêve à Hollywood et à Gary Cooper devant le cinéma dont le propriétaire se fait appeler « Ronald Colman ».
À l'école, les professeurs sont plus caricaturaux et ridicules les uns que les autres, avec une mention pour celui de grec ancien qui multiplie les grimaces à chacune de ses démonstrations de bonne prononciation. Les élèves, eux, semblent concourir à qui sera le plus cancre, visages ingrats, corps difformes. Ils passent leur temps en classe à se donner des coups, à péter, à uriner.
Mais, surtout, ils passent leur vie à fantasmer sur les femmes du village et même sur leur professeur de mathématiques. Tous les jours, même sous la pluie, ils rendent visite au « Monument de la Victoire », ange aux superbes fesses nues et rebondies.
L'obsession sexuelle et la frustration qu'elle entraîne dominent leurs vies d'adolescents.
Dans l'observation acide de la province italienne, le dîner familial et la dispute qui l'émaille reste un moment d'anthologie :
La mère, Miranda, qui se met à loucher lorsqu'elle crie « Je deviens folle », avant d'annoncer « je vous tuerai tous ! je mettrai de la strychnine dans le potage ! », tandis que le père, Aurelio, fait mine de vouloir se suicider en s'écartant les mâchoires des deux mains, tous deux incapables d'attirer l'attention de l'oncle ou des enfants qui, habitués à un tel « cinéma » continuent à manger, imperturbables, tandis que le grand-père choisit de sortir aérer ses sphincters.
Mais le ton devient plus amer à partir de la fête fasciste. Fellini tourne d'abord la manifestation en ridicule, avec les clones du Duce, le défilé au pas de course à la « bersaglieri », les discours enflammés et convenus. Le ton devient doux-amer lorsqu'est érigé l'immense visage du Duce composé de milliers de fleurs, mais dont les yeux, énormes et fixes, font penser au Big Brother de George Orwell.
Et alors que la nuit est tombée et que les réjouissances fascistes se poursuivent, un violon se fait entendre, surgi de nulle part, et égrène les notes de l'Internationale. L'émotion et la poésie se rejoignent en cet instant avant que la comédie ne tourne à l'aigre, car la poésie et l'émotion n'ont pas droit de cité dans l'Italie mussolinienne. Un déluge de feu sur le clocher de l'église où se cache le gramophone sacrilège, puis l'interrogatoire musclé à coups d'huile de ricin du père de Titta, viennent soudain rappeler à la triste réalité historique.
Amarcord est une chronique de l'Italie campagnarde et fasciste. Une chronique tantôt hilarante, tantôt amère voire inquiétante lorsque les manifestations du fascisme au quotidien sont montrées dans toutes leurs brutalités.
C'est aussi sans aucun doute le film le plus politique de Fellini, peut-être le seul. Mais, ici, le fascisme fait partie du décor, dans un village dont on dit que « 99 % des habitants sont inscrits au Parti ».

## Fiche technique
- Titre original : Amarcord
- Titre français : Amarcord
- Réalisateur : Federico Fellini, assisté de Mario Garriba
- Scénario : Federico Fellini et Tonino Guerra
- Direction artistique : Giorgio Giovannini
- Décors et costumes : Danilo Donati
- Photographie : Giuseppe Rotunno
- Son : Oscar De Arcangelis
- Montage : Ruggero Mastroianni
- Musique : Nino Rota et Carlo Savina
- Production : Franco Cristaldi
- Sociétés de production : F.C. Produzioni, Productions et Éditions cinématographiques françaises
- Société de distribution : Warner Bros.
- Pays de production :  Italie,  France
- Langues originales : italien, romagnol
- Format : couleur (Technicolor) — 35 mm — 1,85:1 — son mono
- Genre : comédie dramatique
- Durée: 127 minutes
- Le DVD du film a une durée de 118 minutes
- Dates de sortie :
  - Italie : 13 décembre 1973
  - France : 8 mai 1974 Festival de Cannes (hors compétition)
- (fr) Classifications CNC : tous publics, Art et Essai (visa d'exploitation no 41105 délivré le 5 avril 1974)

## Distribution
- Bruno Zanin (VF : Thierry Bourdon (1er doublage) ; Jean-François Vlérick (2e doublage)) : Titta
- Pupella Maggio (VF : Sylvie Deniau) : Miranda, mère de Titta
- Armando Brancia (VF : Albert Médina) : Aurelio, père de Titta
- Stefano Proietti : Oliva, frère de Titta
- Giuseppe Ianigro (VF : Henri Labussière) : le grand-père de Titta
- Nando Orfei : « Il Pataca », l'oncle de Titta
- Ciccio Ingrassia : Teo, l'oncle « fou » de Titta
- Carla Mora (VF : Jeanine Forney) : Gina, la domestique
- Magali Noël : « La Gradisca »
- Alvaro Vitali : Beppo
- Maria Antonietta Beluzzi (VF : Paule Emanuele) : la buraliste
- Josiane Tanzelli : « La Volpina »
- Domenico Pertica : l'accordéoniste aveugle
- Gennaro Ombra : Biscein
- Luigi Rossi (VF : Henri Virlogeux) : « L'avocat »
- Gianfilippo Carcano (VF : Claude Joseph) : le curé, Don Balosa
- Dina Adorni (VF : Paule Emanuele) : Mme de Leonardis, le professeur de Mathématiques
- Antonio Faa Di Bruno (VF : Jean-François Laley) : le comte de Lovignano
- Carmela Eusepi : la fille du comte de Lovignano
- Francesco Maselli (VF : Roger Lumont) : Bongionanni, le professeur de sciences naturelles
- Francesco Vona : Candela
- Bruno Lenzi : Gigliozzi
- Lino Patruno : Bobo
- Armando Villella : le professeur de grec
- Francesco Magno : le directeur de l'école
- Gianfranco Marrocco : le jeune comte Poltavo
- Fausto Signoretti : le cocher Madonna
- Donatella Gambini : Aldina Cordini
- Fides Stagni (VF : Héléna Manson) : le professeur d'histoire de l'art
- Fredo Pistoni : Colonia
- Ferruccio Brembilla (VF : Serge Sauvion) : le dignitaire fasciste
- Mauro Misul : le professeur de philosophie
- Antonio Spaccatini : le policier
- Marcello Di Falco : le prince
- Aristide Caporale : Giudizio
- Bruno Scagnetti : Ovo
- Alvaro Vitali : Naso
- Fernando De Felice (VF : Marcelle Lajeunesse) : Ciccio
- Mario Silvestri (VF : Albert Augier) : le professeur d'italien
- Dante Cleri (VF : Georges Riquier) : le professeur d'histoire
- Mario Liberati : le propriétaire du cinéma Fulgor
- Fiorella Magalotti (VF : Sylvie Feit) : la sœur de « La Gradisca »
- Marina Trovalusci (VF : Jeanine Forney) : la petite sœur de « La Gradisca »
- Vincenzo Caldarola : le mendiant
- Mario Milo (VF : Marcel Lestan) : le photographe
- Cesare Martignoni (VF : Fred Pasquali) : le premier barbier
- Mario Jovinelli : le second barbier
- Costantino Serraino : Gigino Penna Bianca
- Amerigo Castrichelle : un ami de « Il Pataca »
- Dario Giacomelli : un ami de « Il Pataca »
- Giuseppe Papaleo : le dandy
- Mario Nebolini : le secrétaire de mairie
- Bruno Bartocci : le mari de « La Gradisca »
- Torindo Bernardi : le prêtre
- Marcello Bonini Olas : le professeur de gymnastique
- Marco Laurentino : le mutilé de la grande guerre
- Ferdinando Villetta (VF : Claude Bertrand) : Fighetta, le professeur de grec
- Riccardo Satta (VF : Pierre Collet) : le marieur
- Paolo Baroni : un étudiant (non crédité)

 Source et légende : version française (VF) sur RS Doublage

## Musique
La musique d’Amarcord a été composée par Nino Rota, qui n'en était pas à sa première composition pour Fellini.
La musique se compose de deux thèmes
1. Le thème principal, nommé Amarcord, lent et doux, il ouvre le film.
2. Un thème secondaire, nommé Tutti I Vedere (qui vient de l'italien « tout voir » ou « tout pour voir »), lui plus vivace et rapide.

Ces deux thèmes sont départagés en fonction des actions qui se déroulent.
Hal Willner rend hommage dans w:Amarcord Nino Rota en 1981, au compositeur italien Nino Rota interprétant sa musique de films de Federico Fellini par des musiciens de jazz dont : Wynton et Branford Marsalis ; Carla Bley ; Muhal Richard Abrams ; Bill Frisell ; Steve Lacy ; et Jaki Byard ; avec l'auteure-compositrice-interprète Deborah Harry.

## Distinctions
- 1974 : Oscar du meilleur film en langue étrangère.
- 1974 : meilleur film étranger, The National Board of Review of Motion Pictures - New York.
- 1974 : meilleur film au New York Film Critics Circle Awards.
- 1974 : meilleur film, prix David di Donatello.
- 1975 : meilleur film étranger, Syndicat français de la critique de cinéma.
- 1975 : meilleur film européen au Bodil.

## Accueil
Les critiques lors de la sortie sont généralement positives.

« Assemblage de vérité et de fiction, ce film est une recherche pittoresque et attendrissante du temps perdu. Federico Fellini y mêle ses souvenirs d'enfance à son imagination truculente et poétique. »

— Michel Duran, Le Canard enchaîné, 22 mai 1974

« Les arbres sont faux, la séquence de la mer a été tournée en studio, tout est recréé. Plus : la voix des acteurs non plus n'est pas la leur : ils ont été doublés en romagnole ; on pourrait opposer tout ceci à un film de Visconti, La Terra Trema qui lui aussi était parlé en patois (sicilien) mais pour donner une impression de cinéma vérité tandis que là, c'est un jeu. Mais ce n'est pas gratuit, au contraire, car si Amarcord est irréaliste, il est profondément vrai. »

— Libération, 15 mai 1974

« Moins spectaculaire, moins fastueux que Roma ou le Satyricon, Amarcord nous envoûte par la seule magie de sa mise en scène. L'extravagance et la démesure ne sont jamais ici préméditées : elles naissent spontanément du glissement de la réalité au rêve, du regard tour à tour ironique et attendri que pose l'auteur sur son adolescence. Onirisme, humour, tendresse : voilà bien les mots-clés de ce fabuleux pèlerinage aux sources. Si l'on aime Federico Fellini, comment ne pas aimer Amarcord ? »

— Jean de Baroncelli, Le Monde, 11 mai 1974

« Le souvenir se mêlant à l'imaginaire, le récit à la fable, c'est tout naturellement que le film devient fabuleux. La féerie de la mémoire confère aux gens et aux choses des dimensions irréelles. Gamins obèses, énormes femelles, bonnes sœurs naines, accordéoniste aveugle, les monstres se prennent à proliférer — on sait combien l'imagination de Federico Fellini peut se montrer tératogène. »

— Jean-Louis Bory, Le Nouvel Observateur, 7 mai 1974
Plus réservé, Jacques Lourcelles dans son Dictionnaire du cinéma note que le film « volontairement invertébré est parfois difficile à supporter », le spectateur devant endurer les déficiences du rythme. Pour lui, « chaque séquence prise isolément vaut mieux que l'ensemble du film ».

## Autour du film
- Lors de sa sortie en Union soviétique, deux scènes furent censurées, au grand dam de Federico Fellini, invité officiellement, qui essaya de convaincre les autorités de revenir sur leur décision : la scène de masturbation dans la voiture et la scène chez la buraliste à l'imposante poitrine.
- Séquence fameuse : lorsque doit passer au large le paquebot, le Rex, qui fait la fierté de l'Italie, tous les habitants du village montent dans des barques pour approcher et admirer ce symbole du luxe qui sera à jamais hors de leur portée.
- Dans le film Le Péril jeune de Cédric Klapisch sorti en 1994, deux références sont faites au film. Tout d’abord Tomasi (Romain Duris) l'évoque lors d’une discussion avec un de ses camarades de classe en le qualifiant de « film génial ». Ensuite, une référence est faite au film lorsque Tomasi grimpe sur un panier de basket situé dans la cour de récréation et s’ecrie « Voglio una donna! » (« je veux une femme »).